# Чий сибирский
Чий сибирский (лат. Achnatherum sibiricum) — вид травянистых растений рода Чий (Achnatherum) семейства Злаки (Poaceae).

## Ботаническое описание

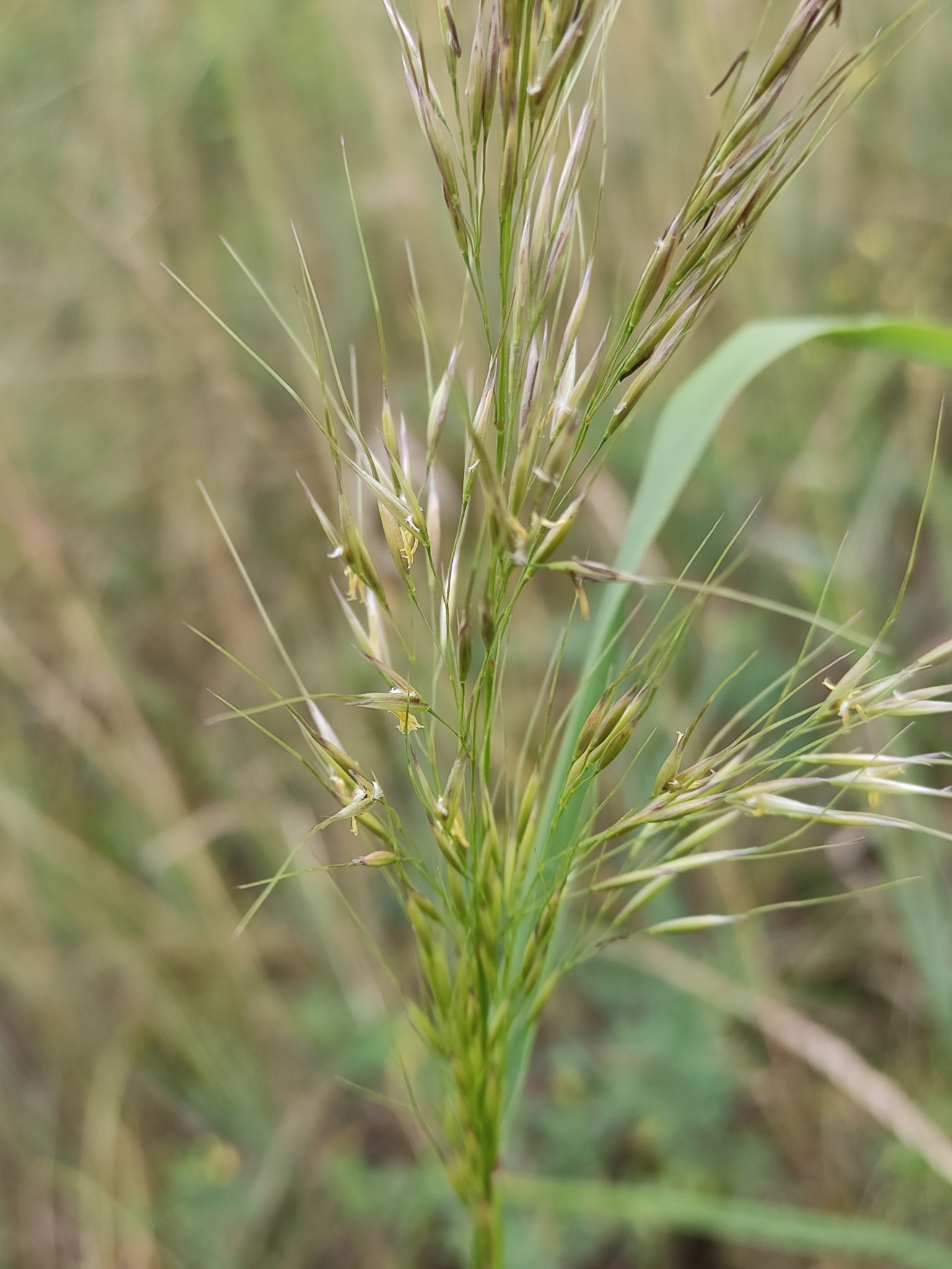
Соцветие

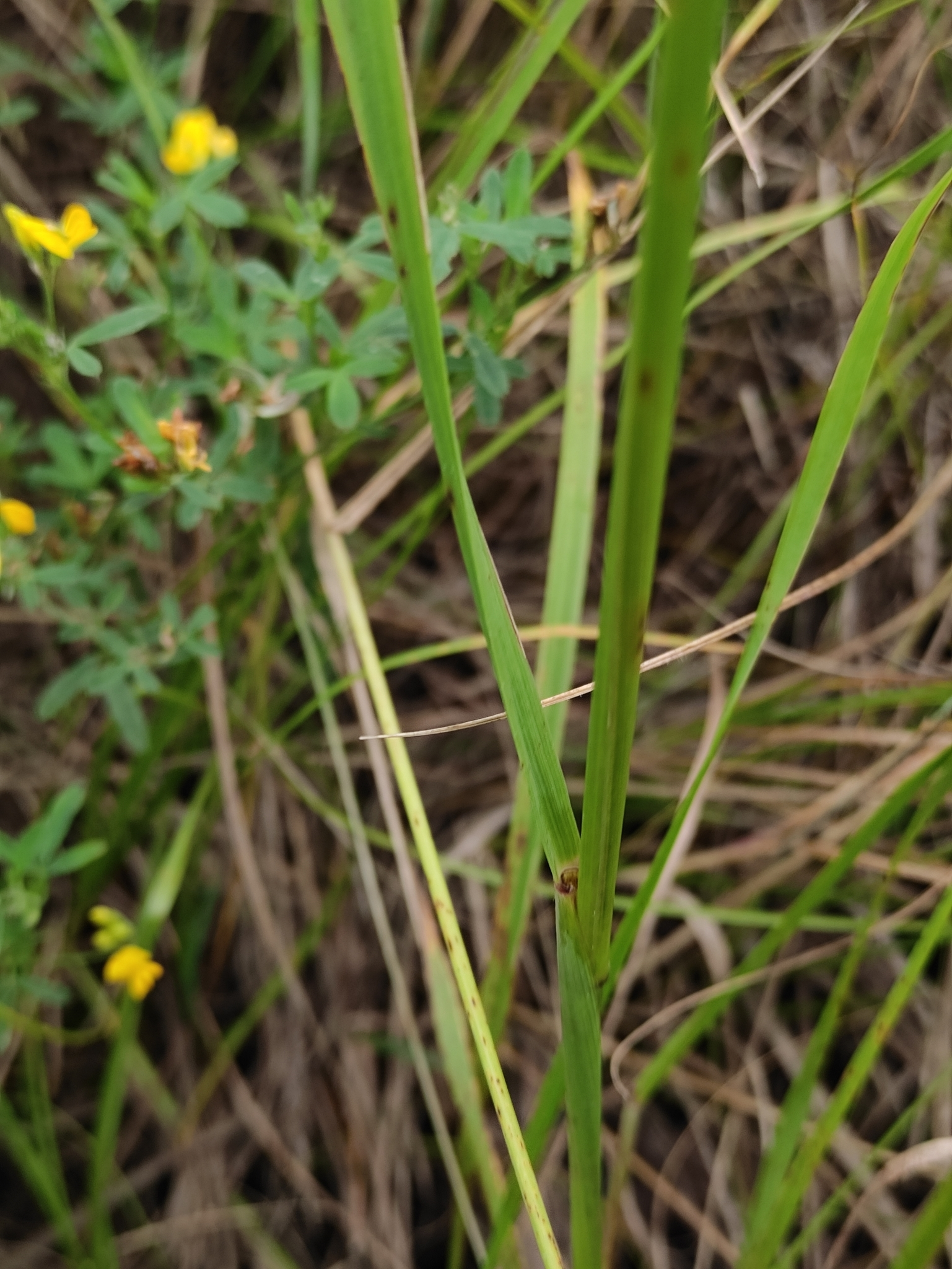
Листья

Многолетние травянистые растения. Корневище укороченное с мочковатыми корнями. Стебли прямостоячие, гладкие, 40—90 см высотой и 1,5—3 мм толщиной. Листья вдоль свёрнутые и отчасти плоские и тогда 4—5 мм шириной, с гладкими влагалищами и очень коротким (до 1 мм) и тупым язычком; влагалище верхнего листа вначале цветения, одевает лишь основание соцветия, а впоследствии отстоит от него на более или менее значительном расстоянии.
Соцветие — многоколосковая продолговатая метёлка, 10—25 см длиной и 2,5—5 см шириной. Колосковые чешуйки равные между собой, эллиптически-ланцетовидные, коротко-заострённые, перепончатые, с 3 жилками, нередко покрашенные в грязно-фиолетовый цвет, 7—8 мм длиной и около 2 мм шириной; цветоножка около 1 мм длиной. Прицветные чешуйки немного короче колосковых (5—6 мм длиной), из них наружная с 3 жилками, равномерно на всей поверхности до самой верхушки покрыта длинными прилегающими волосками, внутренняя же лишь на спинке. Ость короткая, 2-коленчатая, около 2 см длиной; верхнее колено её голое, с очень короткими тонкими шипиками; нижнее — закрученное, 5—6 мм длиной, с короткими волосками, длина которых почти равна толщине ости. Пыльники на верхушке с пучком волосков. Зерновка буроватая, цилиндрически-веретенообразная, около 5 мм длиной и 1 мм шириной. Цветение в июне—июле, плодоношение в августе—сентябре. 2n=24.

## Распространение и экология
Кавказ, юг Сибири, юг Дальнего Востока России, Средняя Азия, Монголия, Китай, Корея. Обитает на степных лугах и по открытым луговым, чаще же каменистым склонам и скалам преимущественно в степных горных долинах, реже в пределах лесной области.

## Значение и применение
По наблюдениям на Алтае поедается алтайским маралом (Cervus elaphus sibiricus Severtzow).

## Охрана
Вид внесён в Красные книги некоторых субъектов России:
- Амурская область (растёт на территории северного кластера заказника «Верхне-Амурский» и комплексного заказника «Симоновский»)[2]
- Томская область (охраняется в памятнике природы «Уртамский Яр и фрагмент степи у села Уртам», культивируется на открытых участках в Сибирском ботаническом саду ТГУ)[3]
- Еврейская автономная область (отмечен в долинах рек Амур, Добрая, Сутара, Бира, Биджан, Ин, Малая Бира)[4]

## Синонимы
- Achnatherum avenoides (Honda) D.M.Chang (1959)
- Achnatherum sibiricum var. qinghaiense Yu J.Wang (2003)
- Avena sibirica L. (1753)basionym
- Oryzopsis sibirica (L.) Beal (1896)
- Stipa avenoides Honda (1936)
- Stipa sibirica (L.) Lam. (1791) — Ковыль сибирский
- Stipa sibirica var. pubescens Reverd. (1964), nom. inval.